# Argument de les revelacions inconsistents

Distribució de les majors religions en el món.

L'argument de les revelacions inconsistents, també conegut com «evitant el problema de l'infern equivocat» és un argument contra l'existència de Déu.
En ell s'afirma que és incert que déu existeixi perquè moltes religions en la història, així com teòlegs i creients carregats de fe han creat revelacions i mútuament excloents. En la resposta a la pregunta de l'existència de déu cal tenir en compte a tots els déus que potencialment han existit en les religions. També s'argumenta que és difícil acceptar l'existència d'un déu sense revelació personal. La major part dels arguments a favor de l'existència de déu no especifiquen una única religió i poden ser aplicades a moltes religions amb una validesa similar. L'acceptació d'una religió, per tant, requereix el rebuig de les altres i quan una persona es col·loca davant de més d'una, amb l'absència d'una revelació personal, és molt difícil decidir entre elles. Quan una revelació personal s'explica a un no creient apareix el mateix problema de confusió en cada persona amb la qual el creient comparteix la revelació.
Els cristians creuen que Jesús és el salvador del món i fill de déu, els jueus no. Els musulmans creuen que l'Alcorà té autoritat divina, mentre jueus i cristians no. Hi ha molts exemples de contrastos similars en punts de vista sobre creences fonamentals que de fet provoquen cismes. El cristianisme, per exemple, té diverses branques, no totes compatibles entre si, un cas clar és de la creença per part del catolicisme de la virginitat de la mare de Jesús, cosa que moltes esglésies protestants rebutgen.